# Az utolsó kísértés
Az utolsó kísértés Zsoldos Péter sci-fi-trilógiájának harmadik, befejező darabja, melyben értékeli Gregor Man avanai tevékenységét. Fő kérdésköre, hogy egy ember (akár hatalmi pozícióban) képes-e hatással lenni a történelem menetére.

## Történet
|  | Alább a cselekmény részletei következnek! |

Gregor Man a földi űrhajós az első csillagközi utazás során egy idegen lakott bolygón reked, ahol az egyik városállam, Avana Isteni Ura lesz. Mint király megpróbálja a földi technikát, és (idealizált) erkölcsöket meghonosítani az ókori körülmények között.

A kötet fő kérdése, hogy egy ember befolyásolni tudja-e a történelem menetét.
A regény Gregor Man gámai tartózkodásának utolsó éveiben játszódik. A regényben visszaemlékezésekből és párbeszédekből kiderül az előző könyvben le nem zárt „történelem” menete, így az, hogy a Föld indított újabb űrhajót a bolygóra, az meg is érkezett, de az aban főváros, Akda felett ismeretlen okból felrobbant, elpusztítva ezzel a várost az aban uralkodóval együtt – ez egyben meg is szüntette az aban fenyegetést.
A könyvben a különböző fejlettségi fokon álló civilizációk érintkezésének problémáit is felveti a szerző: mi történik akkor, amikor a körülbelül azonos szinten álló parti városállamok közül az egyik – Avana – „technológiai ugrást” tesz? Az eredmény nem túl felemelő: a regényben Avana leigázza az összes környékbeli várost. De fenyegető a másik lehetőség is: amint a másik kontinens középkori fejlettségű népei elhatározzák magukat a hódításra, akkor a parti városállamoknak ugyanúgy végük. A hódítás Gregor életében nem következik be, egyelőre csak néhány túlparti éli túl az átkelést az óceánon (Enit, Denjar).
Gregor Mannak kétségei támadnak, hogy a földi technológiát és a földi társadalmi berendezkedést szabad-e ráerőltetni a Gáma népére.
A regény végén idegenek szállnak le a Gáma bolygóra és felajánlják Gregor Man számára, hogy csatlakozzon hozzájuk, az Értelem Szövetségéhez. Ezzel együtt jár a halhatatlanság is. Az utolsó beszélgetésben hiábavalónak értékelik a munkát, amit a bolygón végzett. Gregor a regényben mégis elutasítja a csatlakozást, ám a kérdés nyitva marad, ugyanis az idegen meghagyja az emlékezetét és közli, hogy ha Gregor mégis megváltoztatná a döntését, akkor érte jönnek. Elképzelhető, hogy ez meg is történik, ugyanis az „Isteni Úr” csontjait a későbbi korokban nem találják meg, a sírban csak agyagtáblák vannak.
(Megjegyzés: Valójában a könyvnek nem itt van vége, csak a mindenhol fellelhető digitális változat van meg eddig. A történet végén, ezer év múlva a gámai régészek megtalálják Gregor Man feljegyzéseit és az Értelem Szövetsége, a Föld is felveszi velük a kapcsolatot. Ebből a részből kiderül, hogy mennyire változott meg a történelem egy ember hatására; változtak-e a kapcsolatteremtés törvényei a Szövetségben.)
|  | Itt a vége a cselekmény részletezésének! |

## Bibliográfiai adatok
A regénynek csak egy kiadása van:
- Zsoldos Péter: Az utolsó kísértés – Budapest, Háttér Könyvkiadó és Kulturális Szolgáltató Kft., 1988., ISSN 0238-5457, ISBN 963 7403 159